# Homme d'Urfa
L'Homme d'Urfa, aussi appelé Statue de Balıklıgöl, est une ancienne statue anthropomorphe découverte près d'Urfa, en Turquie. Datée d'environ 9000 av. J.-C., elle est la plus ancienne statue humaine de grandeur nature connue. Elle remonte au Néolithique précéramique. Elle est contemporaine de sites comme Göbekli Tepe et Nevalı Çori.

## Découverte
Elle est découverte près de la ville Urfa, dans l'ancienne zone géographique de Haute Mésopotamie, au sud-est de l'actuelle Turquie, lors de travaux de construction. Sa localisation exacte n'a pas été correctement notée. Néanmoins, elle pourrait provenir de la rue Yeni Yol de Balıklıgöl (en), un site du néolithique précéramique sur lequel ont déjà eu lieu des fouilles en 1997.

## Description
La création de l'Homme d'Urfa est approximativement datée de 9000 av. J.-C., durant le néolithique précéramique. Elle est contemporaine des sites de Göbekli Tepe (Néolithique précéramique A/B) et de Nevalı Çori (Néolithique précéramique A).
La statue mesure environ 1,80 m. Elle est considérée comme la plus ancienne statue humaine à taille réelle au monde. Ses yeux sont représentés par de profonds trous sculptés dans la pierre, au sein desquels ont été fixées des obsidiennes noires.
Un col en forme de V, ou bien un collier, a été taillé en relief sur la poitrine de la statue. Les mains sont représentées serrées au niveau du corps, présentées sur le devant et couvrant les parties génitales. 

## Détails

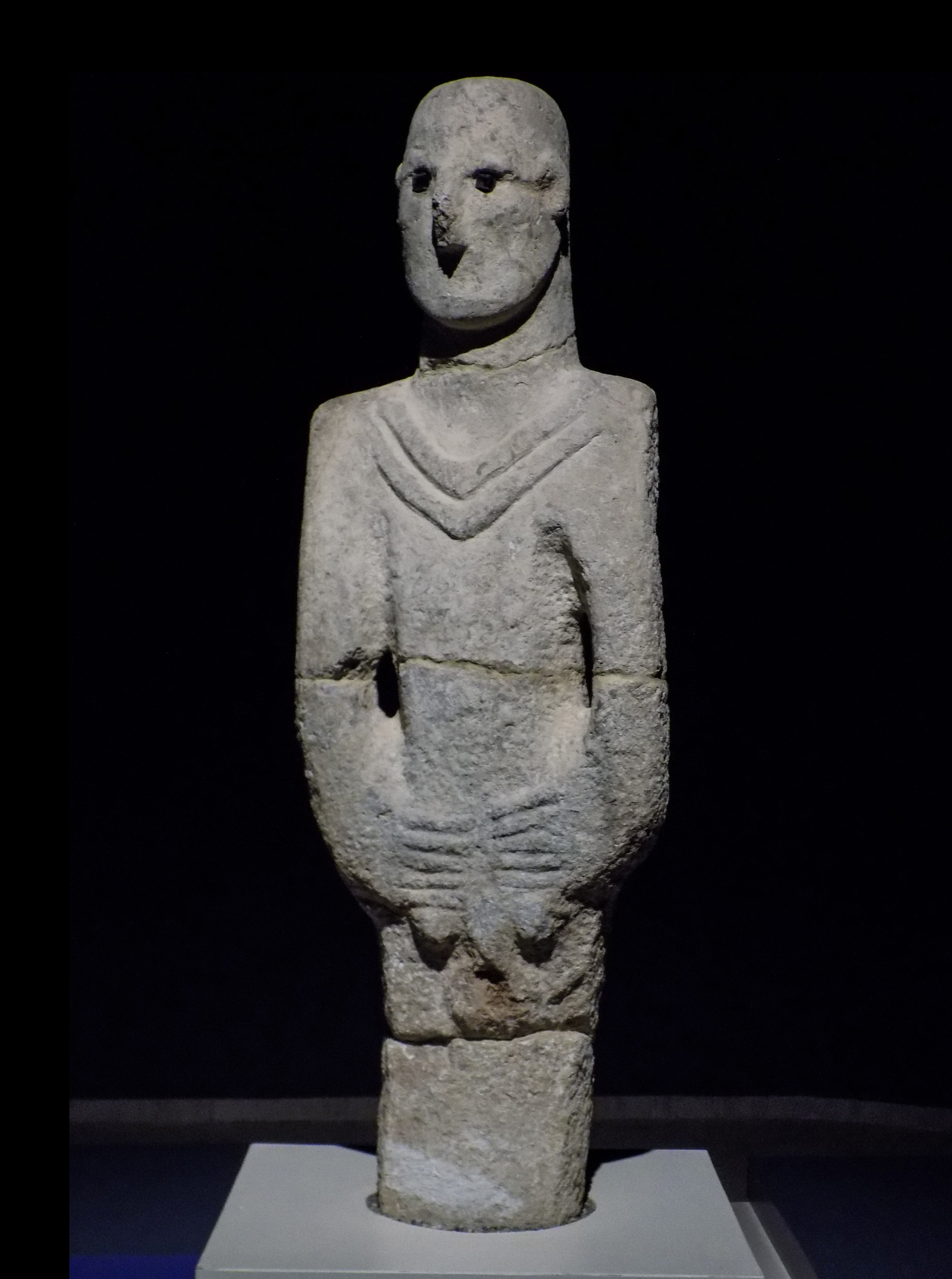
Autre vue de la statue.
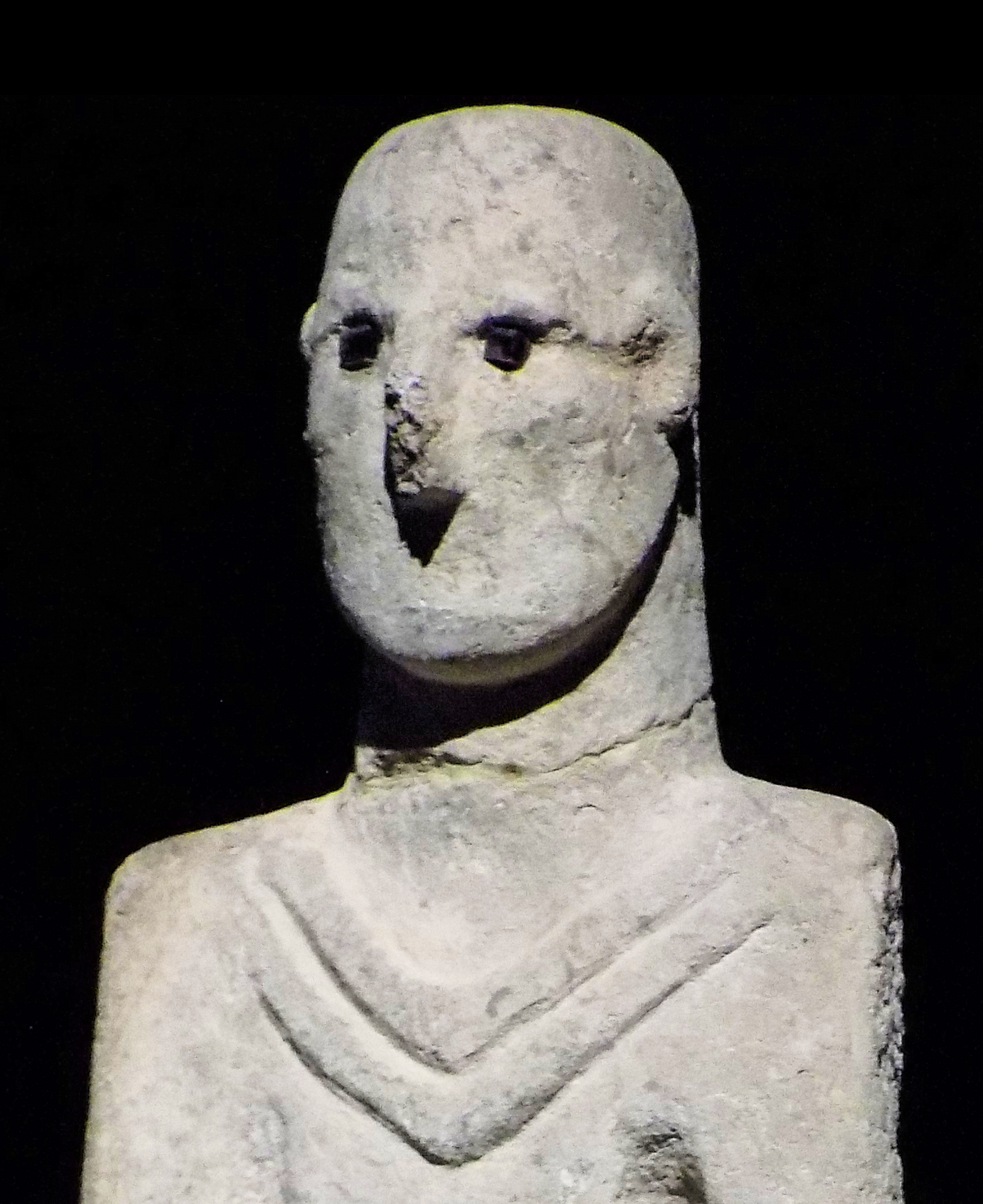
Portrait de l'Homme d'Urfa, faisant apparaître les yeux faits d'obsidienne.
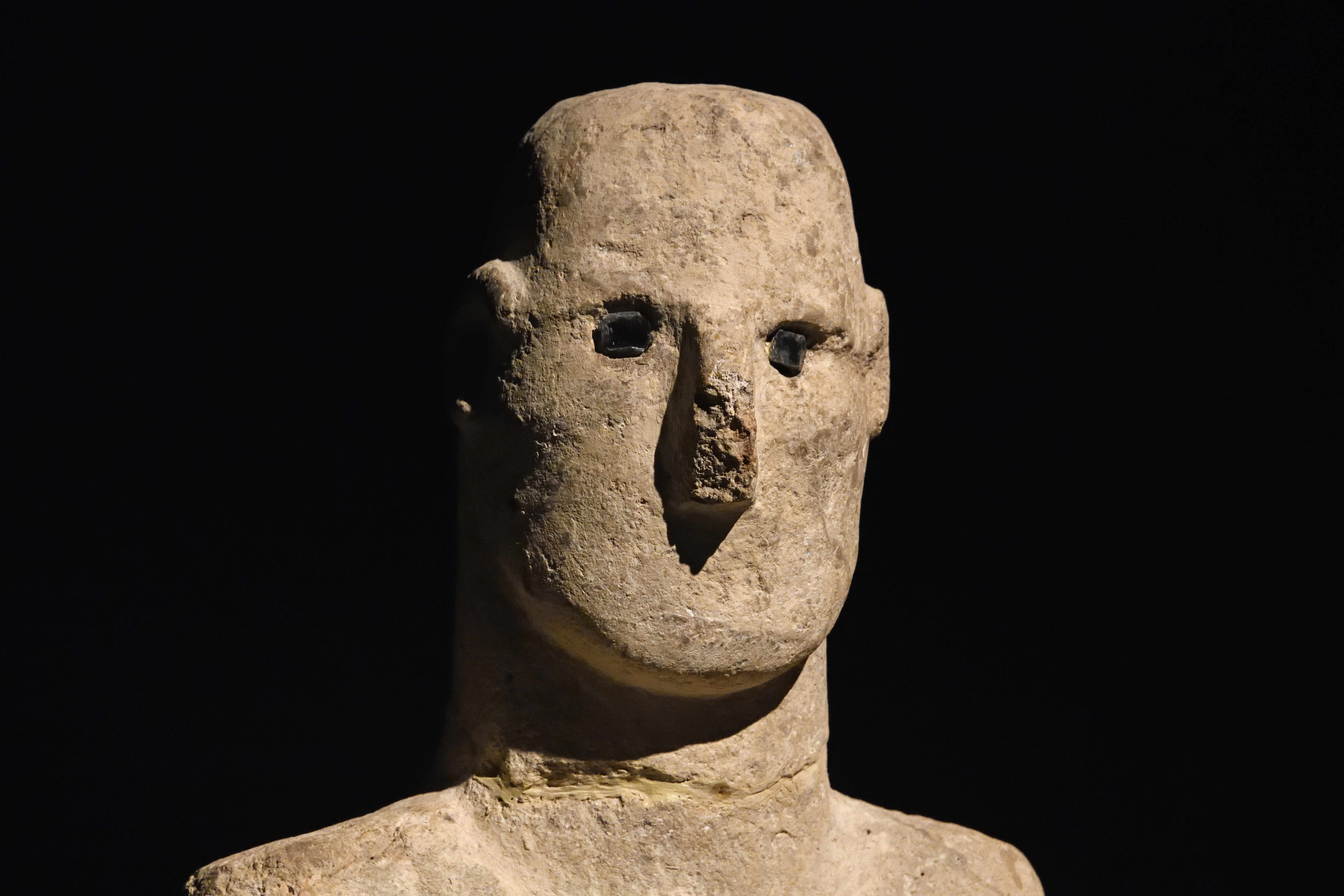
Tête de l'Homme d'Urfa.